# Нарвська (станція метро)

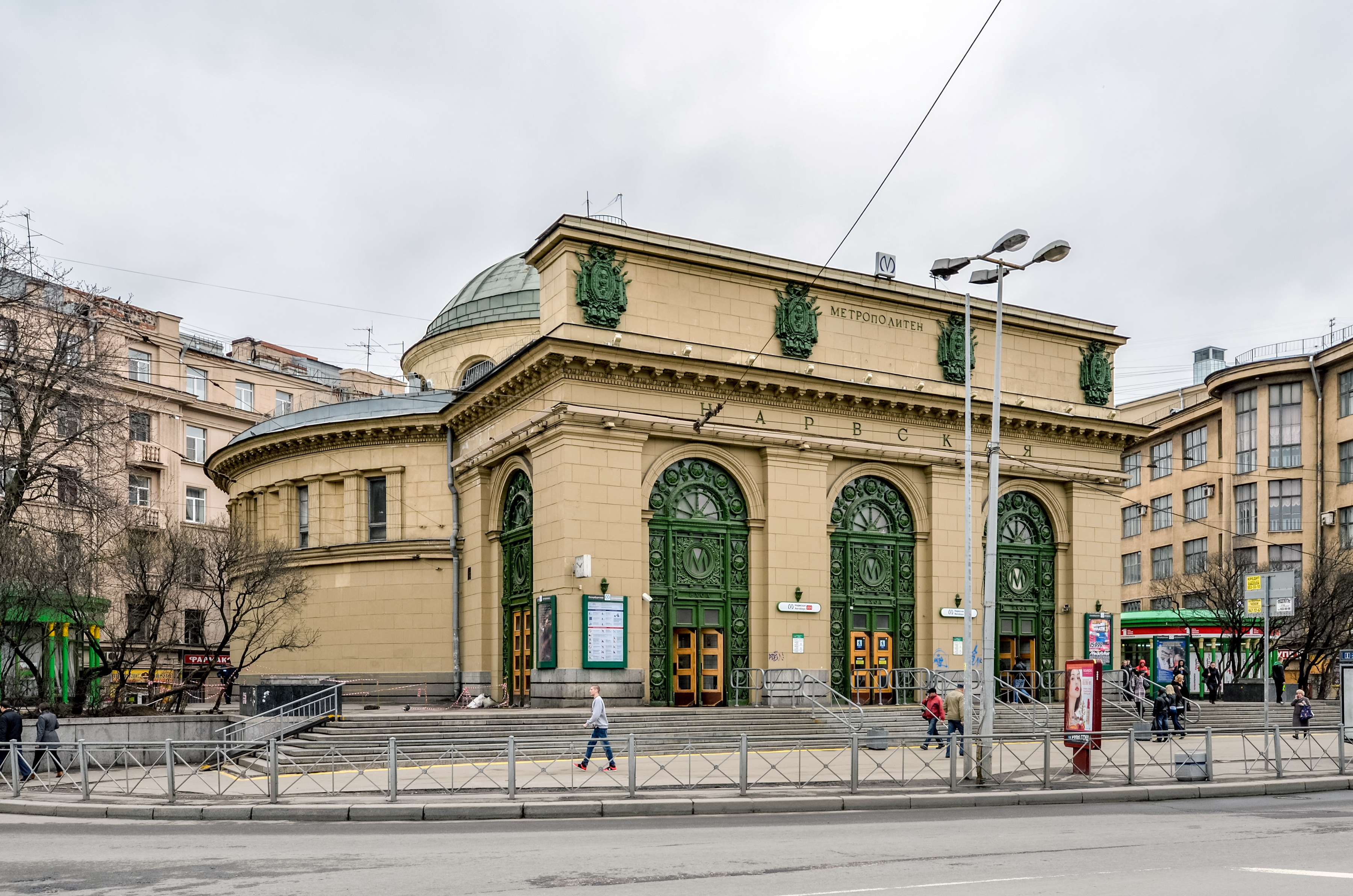
Павільйон станції

59°54′04″ пн. ш. 30°16′29″ сх. д. / 59.90111° пн. ш. 30.27472° сх. д.
Нарвська (рос. Нарвская)  — станція Петербурзького метрополітену, Кіровсько-Виборзької лінії. Відкрита 15 листопада 1955, між станціями «Балтійська» і «Кіровський завод», у складі першої черги метрополітену «Автово» — «Площа Повстання». 
Названа через розташування в історичному районі Нарвська застава. Павільйон розташовується на площі Стачєк (в минулому — Нарвська Площа), На якій розташовані Нарвські тріумфальні ворота.
У проекті станція носила назву «Площа Стачєк», в останні роки перед відкриттям — «Сталінська».

## Вестибюлі і пересадки
Павільйон станції, побудований за проектом архітекторів А. В. Васильєва , Д. С. Гольдгора , С. Б. Сперанського і  інженера О. В. Іванової, розташований на площі Стачєк, на розі Старо-Петергофського проспекту.

## Технічна характеристика
«Конструкція станції» — пілонна (глибина закладення  — 50 м).
Перегін до станції «Кіровський завод» має максимальну відстань на першій ділянці метро - 2,5 км. На цьому перегоні є невикористовуваний пункт технічного обслуговування. 
Похилий хід має три ескалатори, розташовано в північному торці.

## Колійний розвиток
Станція з колійним розвитком - за станцією Нарвська розташовано оборотний тупик.

## Оздоблення
Тема оформлення станції — трудова доблесть радянського народу.
На торцевій стіні центрального підземного залу спочатку знаходилося велике мозаїчне панно «Сталін на трибуні», Роботи президента Академії Мистецтв А. М. Герасимова . Спочатку на барвистому тлі планувалося встановити погруддя Сталіна.
У 1961, після XXII з'їзду КПРС , панно було закрито мармурової фальш-стіною.
Бічні стіни пілонів центрального підземного залу прикрашають горельєфи, що зображують людей різних професій (48 панно з 12 повторюваними сюжетами):
- «Діячі мистецтв». Скульптор М. Т. Литовченко
- «Колгоспники». Скульптор М. К. Анікушин
- «Кораблебудівники». Скульптор М. Р. Габе
- «Учні». Скульптор Е. Г. Челпанова
- «Селекціонери». Скульптор В. Л. Рибалко
- «Метробудівці». Скульптор А. М. Ігнатьєв
- «Текстильниці». Скульптор Л. М. Холіну
- «Ливарники». Скульптор П. А. Куліков
- «Моряки». Скульптор В. І. Сичов
- «Лікарі». Скульптор Н. К. Слободінський
- «Радянські воїни». Скульптор В. О. Пирожков
- «Будівельники». Скульптор А. Н. Черницький

## Ресурси Інтернету
- «Нарвська» на metro.vpeterburge.ru [Архівовано 30 серпня 2009 у Wayback Machine.]
- «Нарвська» на ometro.net
- Розташування виходів на станції Нарвська
- «Нарвська» на форумі metro.nwd.ru [Архівовано 4 березня 2016 у Wayback Machine.]
- Санкт-Петербург. Петроград. Ленінград: Енциклопедичний довідник. «Нарвська»